# Haliclystus kerguelensis
Haliclystus kerguelensis is een neteldier uit de klasse Staurozoa. 
Het dier komt uit het geslacht Haliclystus en behoort tot de familie Lucernariidae. Haliclystus kerguelensis werd in 1908 voor het eerst wetenschappelijk beschreven door Vanhöffen.